# صنوبر ينان
صنوبر يُنَّان (الاسم العلمي Pinus yunnanensis)، شجرة برية تعلو من 6 إلى 8 أمتار. أوراقها بيضية قليلة التفريض، زغبية الصفحة السفلى. أزهارها وردية اللون. ثمارها صغيرة، بشرتها حمراء اللون تعلوها وشمة بيضاء. موطنها الصين في يونان وسيتشوان وقويتشو وقوانغشي